# Université du Sichuan
L'université du Sichuan (chinois simplifié : 四川大学 ; chinois traditionnel : 四川大學 ; pinyin : Sìchuān Dàxué, souvent abrégé "川大") est l'une des plus anciennes et prestigieuses universités de Chine, située à Chengdu, la capitale de la province du Sichuan.

## Historique
Fondée en 1896, l'université du Sichuan fait partie du "Projet 211" et du "Projet 985".
L'université du Sichuan a tissé des liens avec un peu plus de 150 universités mondiales réparties dans 42 pays. Elle a coopère notamment avec l'université de Washington, l'université de Nottingham et l'université Monash.
Selon le classement de l'université Jiao-tong de Shanghai de 2010, elle est au 8e rang des universités chinoises.